# Anton Fils
Anton Fils (též Johann Anton Fils, Johann Anton Filtz, nebo dříve také počeštěle Antonín Fils) (20. září 1733 pravděpodobně v Eichstättu (Bavorsko) – 14. března 1760 Mannheim) byl hudební skladatel a violoncellista mannheimské školy, pravděpodobně českého původu.
Jako hudební skladatel působil v Mannheimu od roku 1754, byl nejmladším členem skladatelského souboru kolem Jana Václava Stamice. Na jeho český původ poukazuje množství skladeb uchovaných v Čechách, dále pak odkazy na příbuznost slohovou i celkovou náplň jeho děl a pak také to, že jedna z jeho symfonií má název Česká.

## Dílo
Jeho dílo se odhaduje přibližně na 40 symfonií, řadu orchestrálních triových sonát, trií a více skladeb církevních.

### Nejznámější díla
- Česká symfonie A dur - skladba plná životního optimismu.
- Symfonie A dur
- Symfonie D dur, op. 2 č. 5
- Symfonie Es dur, op. 2 č. 6
- Koncert G dur pro violoncello a smyčcový orchestr - části Allegro moderato – Andante – Presto, non troppo
- Koncert C dur pro violoncello a smyčcový orchestr
- Symfonie g moll, která připomíná rané dílo W, A, Mozart, jeho symfonii č. 25 g moll, KV 183 [1] [2]